# Andrew Farley

a Compétitions nationales et continentales officielles uniquement.

b Matchs officiels uniquement.
Andrew Bruce Farley est un joueur de rugby à XV d'origine australienne et de nationalité irlandaise évoluant au poste de 2e ligne au sein du FCG.

## Carrière

### Jeunesse et débuts professionnels

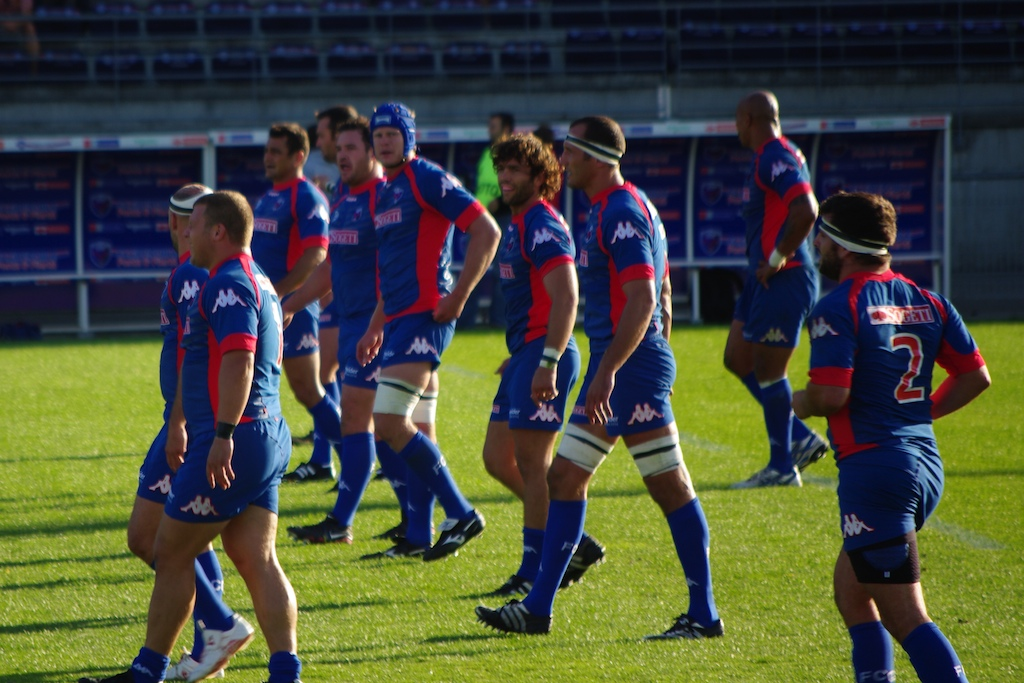
Andrew Farley sous les couleurs du FC Grenoble (au centre de la photo avec un casque bleu).

Né le 21 août 1980 à Brisbane d'un père d'origine anglaise et d'une mère d'origine néo-zélandaise, c'est dans la banlieue de la capitale du Queensland qu'il commence la pratique du rugby, à l'âge de 10 ans, au sein du Marist College Ashgrove. Sa carrière débute lors de la saison 1997-98, au moment où il intègre l'équipe scolaire des Queensland and Australian Schoolboys. L'année suivante, il intègre les rangs du Reds Rugby College , ce qui le conduira à être sélectionné dans les équipes -19 et -21 ans du Queensland, ainsi que dans celle de l'Australie des moins de 19 ans.
Son parcours rugbystique va ensuite prendre un premier tournant en 2000 lorsqu'il s'envole vers l'Europe et rejoint les rangs de L'Aquila en Italie, formation entraînée à l'époque par l'ex-All Black Michael Brewer. Après seulement une demi-saison, il retourne dans son pays d'origine et rejoue pour le compte des -21 du Queensland. Son équipe dominant le National Championship, il est choisi pour intégrer l'équipe d'Australie des moins de 21 ans qui participe à la coupe du monde de cette catégorie d'âge.   
Il prend ensuite la décision de traverser la mer de Tasman pour Otago, où il est coaché par Laurie Mains. Encore une fois, il ne s'éternise pas dans le NPC et retourne en Australie après seulement quatre mois pour obtenir deux capes avec les Queensland Reds. À la suite de ces débuts en Super 12, il va être appelé par John Connolly, alors coach de Swansea, qui l'avait remarqué lors de ses apparitions en Australie U21 et le persuade de revenir jouer dans l'hémisphère nord.

### Le choix de l'Europe
Vite libéré par sa franchise, il est aligné pour la 5e rencontre de la ligue celte 2002-2003 face au Munster. Il va immédiatement gagner sa place de titulaire saison mais la fusion des clubs gallois en province aura raison de sa présence en principauté. Il décide de découvrir de nouveaux horizons, ce qui le mène jusqu'à la province du Connacht en Irlande dont le manager a apprécié ses prestations lors de rencontres européennes entre les deux formations. Il va s'intégrer rapidement au sein de l'effectif, et deviendra même capitaine de l'équipe pour quatre saisons (2005-2009). Au total, il effectuera un peu moins d'une centaine de matchs en Magners League et en Challenge européen. Le temps fort de sa période irlandaise sera de détenir le capitanat lors de la rencontre de préparation à la coupe du monde en FranceConnacht-Springboks. Pour l'anecdote, le match s'est soldé par une défaite 3-18 face aux futurs champions du monde. Alors qu'il joue pour la province du Connacht, il obtient la nationalité irlandaise et est sélectionné en équipe d'Irlande A pour participer à l'édition 2007 de la Churchill Cup.
Après 6 saisons au Connacht, Farley décide de tourner une nouvelle page dans sa carrière et signe au FC Grenoble (Pro D2) pour la saison 2008-2009. Il est rapidement devenu l'un des éléments de base du XV alpin. Preuve de son importance, il est nommé capitaine par l'encadrement pour la saison 2010-2011 et jusqu'à sa retraite en 2014.

## Palmarès
- Demi-finaliste du Challenge européen en 2003-2004 et 2004-2005 avec la province du Connacht
- Champion de France de Pro D2 en 2012
- Cape du FC Grenoble Rugby[7]